# Ballinghain (Bad Kissingen)
Der Ballinghain ist eine Parkanlage im bayerischen Reiterswiesen, einem Stadtteil des Kurortes Bad Kissingen im unterfränkischen Landkreis Bad Kissingen.

## Geschichte
In den 1840er und 1850er Jahren begann der auch an Gartenbau interessierte Badearzt Franz Anton von Balling mit der Anlage eines großen Parks, der vom Bad Kissinger Bahnhof bis nach Reiterswiesen reichte.
Entgegen Ballings Wunsch verkauften seine Erben im Jahr 1889 das 24,5 Hektar große Gelände für 18.000 Mark an die Stadt Bad Kissingen. In deren Auftrag entwickelten der in Bad Kissingen wohnhafte Kgl. Hofgärtner A. Singer sowie der Oberinspektor des Botanischen Gartens Kolb Änderungsvorschläge. Singers Kostenvoranschlag belief sich auf 11.000 Mark. Zur Umsetzung seiner Pläne wurden Fichten und Buchen aus dem Stadtwald sowie Nüdlingen auf dem Ballinghain gepflanzt; 1893 kamen zusätzlich Birken und Eichen aus dem Stadtwald und weitere Bäume und Sträucher aus Kassel und Aschaffenburg hinzu.
Es entstand 1894 nahe dem Bahnhof ein Wasserreservoir und 1895 ein Festplatz. Am Standort des heutigen St.-Elisabeth-Krankenhauses befand sich eine Maifestwiese mit Blockhütte und Jugendstilbrunnen. Dieser Brunnen steht heute in der Prinzregentenstraße 13. Das auf dem Gelände errichtete Café Ballinghain wurde im Jahr 1980 durch ein Feuer zerstört. Trotz Einsatzes einer Aufsichtsperson im Jahr 1900 ereigneten sich im Lauf der Zeit diverse Diebstähle und unerlaubte Nutzungen des Ballinghains, so zum Beispiel unerlaubter Grasschnitt durch eine Reiterswiesenerin oder die unerlaubte Fahrt eines Reiterswiesener Bauern mit seinem Fuhrwerk Mehl von der Lindesmühle aus.
Um das Jahr 1900 wurden eine Büste zu Ballings Ehren sowie die Hübner-Bank zu Ehren von Ernst Hübner und die Siechen-Bank zu Ehren von Franz Siechen errichtet. Beide hatten sich unter anderem mit Spenden für den Ballinghain verdient gemacht. Eine weitere Spenderin war die Kammersängerin Pauline Horson, die im Jahr einen Betrag von 150.000 Mark zur Pflege des Ballinghains stiftete. Zu ihren Ehren wurde im Jahr 1922 eine kleine Anlage mit Gedenkstein und Ruhebänken und mit Blick auf die Burgruine Botenlauben errichtet. Die zu der Anlage gehörende Bronzeplatte wurde etwa im Jahr 1995 gestohlen.
Der Ballinghain ist nicht mehr in seiner ursprünglichen Form erhalten; inzwischen wurden innerhalb der Parkanlage die Bad Kissinger Umgehungsstraße und das St.-Elisabeth-Krankenhaus gebaut.

## Flurdenkmäler auf dem Ballinghain

### Balling-Büste

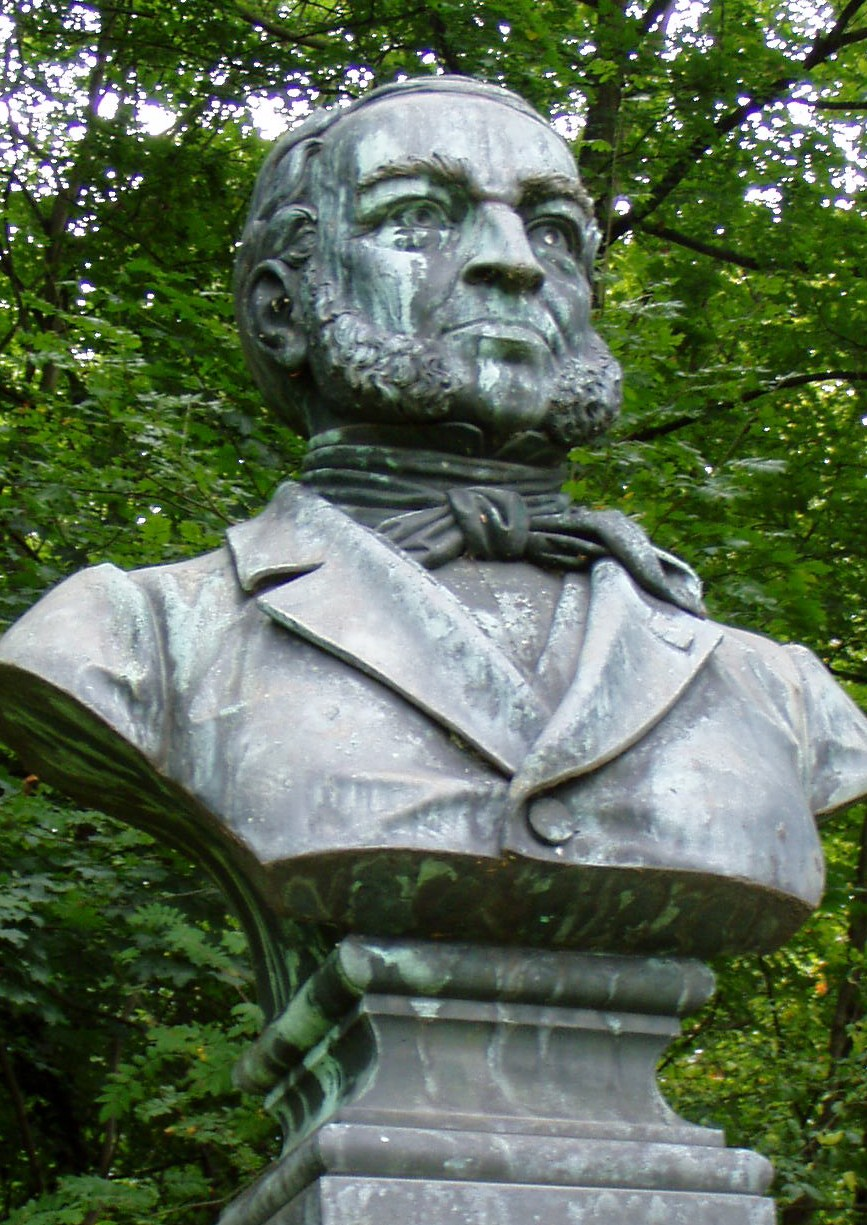
Balling-Büste

Die Aufschrift der Stadtgemeinde Bad Kissingen an der von Valentin Weidner geschaffenen Balling-Büste trägt das Datum „7. Februar 1900“. Laut Signatur auf der Rückseite wurde die Büste von Valentin Weidner signiert und von Ferdinand v. Miller d. J., dem Sohn seines Lehrers Ferdinand d. Ä., gegossen. Im Schreiben vom 10. Februar 1900 bedankte sich der Stadtmagistrat bei Weidner für die „überaus lebenswahre Darstellung“ Ballings und „für die künstlerische Schöpfung des ganzen Denkmals überhaupt“. Hinter der Büste wurde eine Schutzhütte errichtet, deren Reste noch immer zwischen den Bäumen hinter der Büste zu finden sind.

### Hübner-Bank

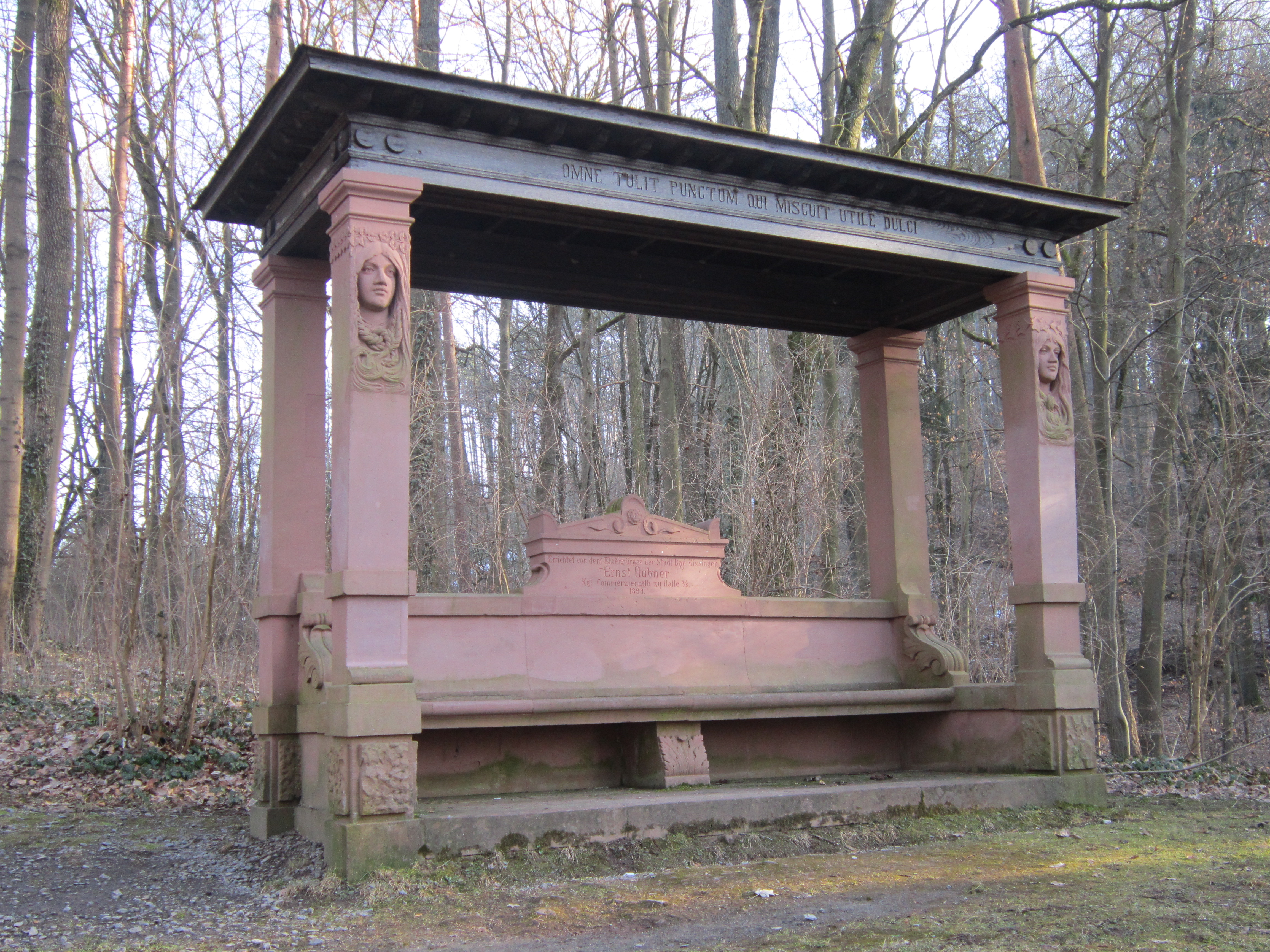
Hübner-Bank

Die  von Valentin Weidner erstellte Hübner-Bank wurde im Jahr 1899 von Ernst Hübner aus Halle (Saale) gestiftet. Auf diese Weise wollte sich dieser für die nach seinen 25 Kuraufenthalten in Bad Kissingen verliehene Ehrenbürgerwürde bedanken (siehe auch Liste der Ehrenbürger von Bad Kissingen).
Die Hübner-Bank gehört zu den Bad Kissinger Baudenkmälern und ist unter der Nummer D-6-72-114-245 in der Bayerischen Denkmalliste registriert. Sie ist 4,10 Meter breit, 2,90 Meter hoch und 1,50 Meter tief und besteht aus Sandsteinplatten. An den seitlichen Bankwangen befinden sich Jugendstilmotive. In der Rückenlehne befindet sich eine Inschrift über die Stiftung der Bank. Das Holzdach der Bank wird von vier Steinsäulen getragen. Auf dem Giebelfeld steht der lateinische Text „Omne tulit punctum qui miscuit utile dulci“ („Jeden Pluspunkt hat erreicht, wer Nützliches mit Süßem (Angenehmen) gemischt hat“).
Die Aufstellung der Bank fand unter Berichterstattung der örtlichen „Saale-Zeitung“ am 21. April 1899 statt. Auf Antrag von Stadt- und Kreisheimatpfleger Werner Eberth wurde im Jahr 1995 ein Teil der Sichtschneise wieder freigeschnitten. Anfangs war von der Bank aus eine ungehinderte Sicht zur Burgruine Botenlauben möglich. In den 1990er Jahren kam es zu zwei Fällen von Sachbeschädigungen an der Hübner-Bank.

### Siechen-Bank

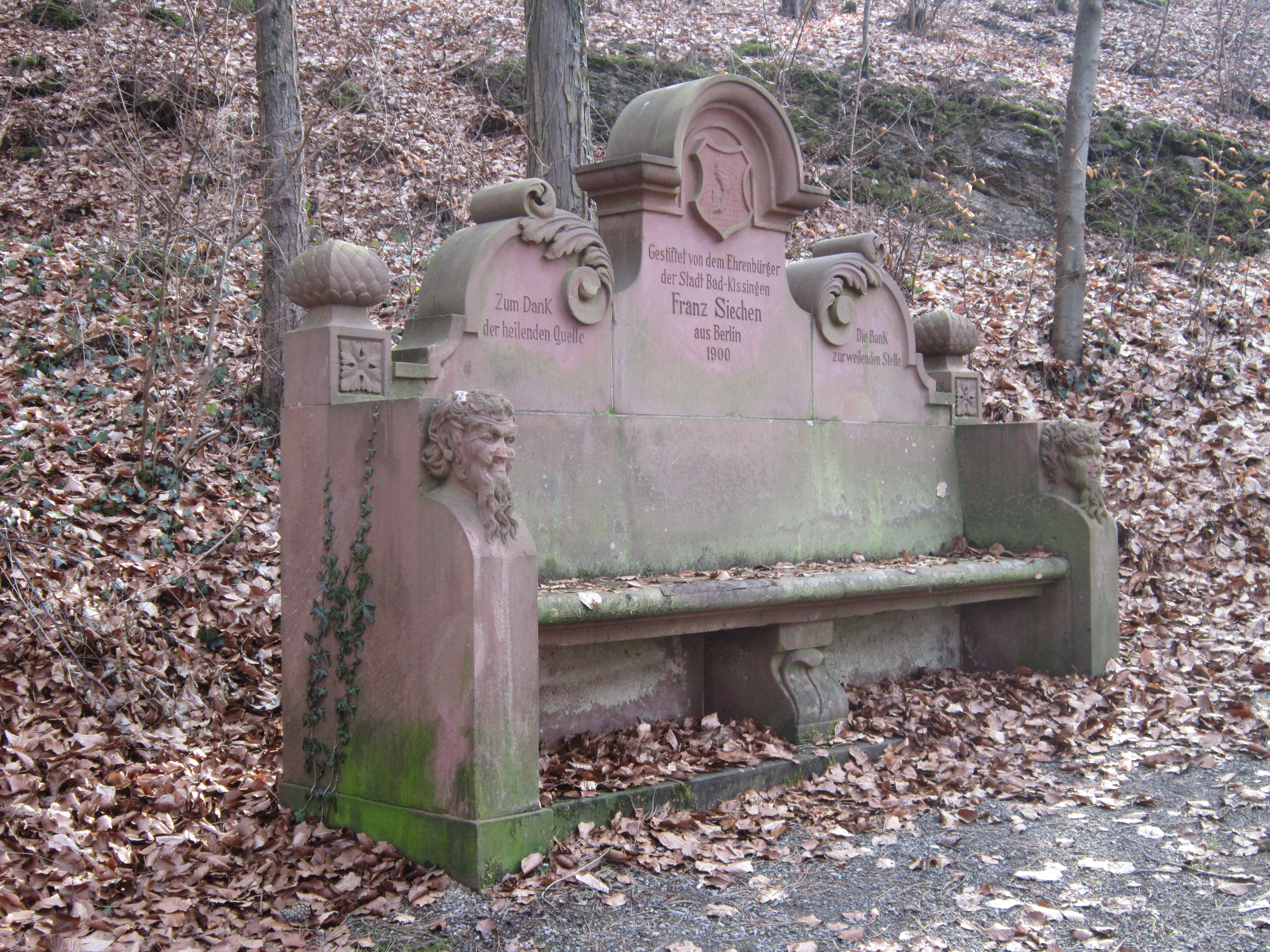
Siechen-Bank

Die Siechen-Bank wurde im Jahr 1900 vom Privatier Franz Siechen gestiftet. Dieser wurde als 25-facher Kurgast ebenfalls Ehrenbürger von Bad Kissingen und förderte die Instandhaltung des Ballinghains. Angefertigt wurde sie von Weidners Sohn Hans Weidner.
Die Siechen-Bank gehört zu den Bad Kissinger Baudenkmälern und ist unter der Nummer D-6-72-114-246 in der Bayerischen Denkmalliste registriert. Sie ist 2,78 Meter breit und 2,00 Meter hoch. Die beiden Armlehnen sind mit Faunköpfen, die breite Rückenlinie mit Pinienzapfen und Volutenschwüngen verziert. Das oberste Bogenfeld der Lehne zeigt mit Bezug auf Bad Kissingen ein Wappenschild mit Vogelklaue. Unter dem Wappen befindet sich eine Inschrift über die Stiftung der Bank. An den Seiten der Lehnen ist „Zum Dank der heilenden Quelle“ beziehungsweise „Die Bank zur weilenden Stelle“ zu lesen.
Magistratsrat Hahn, nach dessen Meinung Siechens Kuraufenthalte und der Einsatz für den Ballinghain für eine Verleihung der Ehrenbürgerwürde nicht ausreichend waren, scheiterte mit seinem Antrag, weitere Wohltaten zu Gunsten Bad Kissingens zur Bedingung zu stellen. Dennoch spendete Siechen zusätzlich 300 Mark (100 Mark für den Ballinghain und 600 Mark für Bedürftige). Auf Antrag von Stadt- und Kreisheimatpfleger Werner Eberth wurde die Siechen-Bank im Jahr 1996 von ihren Verwucherungen befreit. In den 1990er Jahren ereignete sich ein Fall von Sachbeschädigung an der Siechen-Bank, wobei die Nasen der Faunsköpfe beschädigt wurden.